# Гуковский, Емельян Исаевич
Емельян Исаевич Гуковский (30 апреля 1901, Москва, Российская империя — 6 октября 1963, Москва, СССР) — советский военачальник, генерал-майор артиллерии (24.12.1943), член-корреспондент Академии артиллерийских наук (14.04.1947), кандидат военных наук (1941).

## Биография
Родился 30 апреля 1901 года в Москве, в семье купеческого сына из Бельц, провизора Исая Эммануиловича Гуковского (1857—?) — брата нефтепромышленникa и наркома финансов РСФСР И. Э. Гуковского, и дочери одесского купца Ханы Гершевны Лившин (1876—?). Брат историка Алексея Гуковского. В 1905 году брак родителей распался. В 1917 году там же окончил семь классов гимназии. С апреля 1918 года — канцелярский работник Управления делами Совета народных комиссаров РСФСР.
В Красной армии с сентября 1918 года — курсант 1-х Московских артиллерийских курсов командного состава. В феврале — октябре 1919 года — начальник связи 2-го артиллерийского дивизиона, а с октября 1919 года — командир взвода 4-й батареи 2-го артиллерийского дивизиона 29-й стрелковой дивизии. С мая 1920 года — командир батареи 21-й стрелковой дивизии. С сентября 1920 г. -заведующий разведкой 61-го легкого артиллерийского дивизиона 21-й стрелковой дивизии. Участвовал в Гражданской войне в боевых действиях против армии Колчака и против белополяков. С марта 1921 года — начальник связи, с февраля 1922 года — адъютант, с сентября 1922 года — командир батареи 21-го артиллерийского дивизиона 21-й стрелковой дивизии. С марта 1923 года — помощник командира отдельной конно-горной батареи 6-й отдельной Алтайской кавалерийской бригады.
С апреля 1923 года — курсант 1-й Ленинградской артиллерийской школы. С октября 1925 года — командир взвода этой школы. С сентября 1926 года — в легком артиллерийском полку 4-й Туркестанской стрелковой дивизии: командир взвода учебной батареи, с октября 1926 года — помощник командира батареи, с мая 1927 года -помощник начальника штаба полка. С октября 1927 года — командир батареи артиллерийского дивизиона 12-го стрелкового полка. С декабря 1927 года — курсовой командир 1-й Ленинградской артиллерийской школы имени Красного Октября.
С октября 1928 года — слушатель Военной академии имени им. М. В. Фрунзе. С мая 1931 года — начальник штаба, а с января 1932 года — командир 22-го артиллерийского полка. С октября 1936 года — слушатель Высшей военной академии им. К. Е. Ворошилова. С июня 1938 года — ассистент, а с июля 1940 года — преподаватель кафедры тактики Артиллерийской академии им. Ф. Э. Дзержинского. С декабря 1940 года — старший преподаватель кафедры артиллерии Высшей военной академии им. К. Е. Ворошилова.
С началом Великой Отечественной войны с июля 1941 года — начальник артиллерии 31-й армии. С ноября 1941 года — начальник штаба артиллерии Западного фронта. С декабря 1941 года — заместитель командующего и начальник артиллерии 49-й армии, а с февраля 1942 года — 2-й Ударной армии. С марта 1942 года — начальник артиллерии Московской зоны обороны. С октября 1942 года — начальник кафедры тактики наземной артиллерии Артиллерийской академии им. Ф. Э. Дзержинского. С июля 1944 года — начальник кафедры, а с июня 1946 года — заместитель начальника кафедры артиллерии Высшей военной академии им. К. Е. Ворошилова. С мая 1951 года — старший преподаватель кафедры оперативного искусства Высшей военной академии им. К. Е. Ворошилова. С марта 1952 года прикомандирован в докторантуру академии. С января 1957 года — старший преподаватель кафедры стратегии и оперативного искусства, а с февраля 1958 года — старший преподаватель кафедры стратегии Высшей военной академии им. К. Е. Ворошилова. С сентября 1959 года генерал-майор артиллерии Гуковский в отставке.
Крупный специалист в области тактики артиллерии. Автор более 20 научных трудов. Кандидатскую диссертацию защитил по теме «Армейский прорыв укрепленного района и его артиллерийское обеспечение».
Умер 6 октября 1963 года. Похоронен в Москве.

## Награды
- орден Ленина (21.02.1945)[4][5]
- два ордена Красного Знамени (03.11.1944[5][6], 20.06.1949[5][7])
- орден Красной Звезды (03.01.1942)[7]
  - медали в том числе:
  - «XX лет Рабоче-Крестьянской Красной Армии» (1938)[7]
  - «За оборону Москвы» (1944)[7]
  - «За победу над Германией в Великой Отечественной войне 1941—1945 гг.» (23.06.1945)[8]

## Труды
- Артиллерия в противотанковой обороне. М.: Воениздат, 1943. 36 с.;
- Артиллерия в наступательном бою стрелкового корпуса: Сборник трудов Высшей военной академии им. Ворошилова. 1946. № 2;
- Артиллерия во фронтовой наступательной операции: Сборник трудов Высшей военной академии им. Ворошилова. 1949. № 21;
- О некоторых понятиях и определениях в статье генерал-майора инженерно-технической службы М. Ф. Горяйнова // Известия ААН. 1951. Выпуск 20. С. 134—146;
- Применение современных средств подавления на всю тактическую глубину обороны противника. М.: ВАГШ, 1957;
- Вопросы боевого использования артиллерии во фронтовой наступательной операции по опыту Великой Отечественной войны: Сборник докладов ААН. 1949. Выпуск VI. С. 18-56.